# آلتونا (پنسیلوانیا)
آلتونا (به انگلیسی: Altoona) شهری در ایالت پنسیلوانیا کشور ایالات متحده آمریکا است که جمعیت آن در سرشماری سال ۲۰۱۰ میلادی، ۴۶٬۳۱۰ نفر بوده‌است.